# 花島百香
花島 百香（はなしま ももか、2003年4月22日 - ）は、日本の女子バスケットボール選手である。ポジションはスモールフォワード。WリーグのENEOSサンフラワーズ所属。

## 来歴
千葉県出身。
昭和学院中学・高校でジュニアオールスター優勝、ウィンターカップ3位など全国大会上位を記録。
卒業後の2022年、ENEOSサンフラワーズに加入。